# Đánh giáp lá cà
Đánh giáp lá cà hay Đánh sáp lá cà, chiến đấu cận chiến là tình huống chiến đấu ở cự li gần của 2 lực lượng quân đội, khoảng cách gần đến mức không thể rút lui và thường người chỉ huy phải ra quyết định cho tất cả binh sĩ dưới quyền chiến đấu và sẵn sàng chết. Tình huống này thường dẫn đến mức độ tử thương không thể kiểm soát và một bên sẽ bị tiêu diệt hoàn toàn hoặc phải đầu hàng.
Trong chiến tranh, nó thường bao gồm các đơn vị nhỏ hoặc các đội chiến đấu với kẻ thù bằng vũ khí cá nhân ở cự ly rất ngắn, tới 100 mét, từ chiến đấu tay đôi gần kề đến bắn tầm gần bằng súng ngắn. Trong kịch bản chiến đấu cận chiến điển hình, bên tấn công cố gắng tiếp quản thật nhanh, tràn ngập cấu trúc phòng ngự được quân phòng thủ kiểm soát, mà thường không có cách nào rút lui dễ dàng. Bởi vì kẻ thù, con tin/thường dân và đồng đội có thể gần sát nhau, chiến đấu ở cự ly gần đòi hỏi một cuộc tấn công nhanh chóng và áp dụng chính xác các vũ khí gây chết người. Các binh sĩ cần rất thành thạo sử dụng vũ khí, và có khả năng đưa ra quyết định chỉ trong thời gian rất ngắn để giảm thiểu thương vong.
Tội phạm cũng đôi khi sử dụng các kỹ thuật chiến đấu cận chiến, chẳng hạn như trong một vụ cướp có vũ trang hoặc đột nhập, nhưng hầu hết các thuật ngữ đến từ đào tạo được sử dụng để chuẩn bị cho binh lính, cảnh sát và các cơ quan chức năng khác. Do đó, nhiều tài liệu liên quan đến chiến đấu cận chiến được viết từ quan điểm của chính quyền, những người phải đột nhập vào thành trì nơi mà lực lượng đối lập đang cố thủ. Ví dụ điển hình sẽ là các hoạt động đặc công trong lòng địch và giải cứu con tin.
Mặc dù có sự chồng chéo đáng kể, chiến đấu cận chiến không đồng nghĩa với chiến tranh đô thị, đôi khi được biết đến bởi các từ viết tắt quân sự MOUT (hoạt động quân sự trong địa hình đô thị), FIBUA (chiến đấu trong các khu vực xây dựng) hoặc OBUA (Hoạt động trong các khu vực xây dựng) ở phía đông. Chiến tranh đô thị là một lĩnh vực lớn hơn nhiều, bao gồm hậu cần và vai trò của các vũ khí phục vụ thủy thủ đoàn như súng máy hạng nặng, súng cối và súng phóng lựu gắn trên, cũng như pháo, áo giáp và hỗ trợ trên không. Trong chiến đấu cận chiến, trọng tâm là các đơn vị bộ binh nhỏ sử dụng vũ khí nhỏ gọn, nhẹ mà một người có thể mang theo và sử dụng dễ dàng trong không gian chật hẹp, như súng carbine, súng tiểu liên, súng ngắn, súng lục, dao và lưỡi lê. Như vậy, chiến đấu cận chiến là một khái niệm chiến thuật tạo thành một phần của khái niệm chiến lược về chiến tranh đô thị, nhưng không phải mọi trường hợp chiến đấu cận chiến nhất đều là chiến tranh đô thị, ví dụ, một khu rừng có khả năng là một sân chơi cho chiến đấu cận chiến.

## Từ nguyên
Giáp lá cà là cách đánh gần khiến "lá cà" (thuẫn, khiên, mộc) và võ khí hai bên "sát", "giáp", đâm vào nhau (khác với tấn công bằng cung tên, súng đạn hoặc đánh bằng trường kiếm, trường thương trên mình ngựa...). Về sau, "giáp lá cà" được hiểu theo nghĩa rộng mà từ điển Vietlex giảng là: "đánh gần bằng báng súng, lưỡi lê, dao găm, gươm giáo, gậy gộc... hoặc bằng tay không..."
- "Từ điển Việt Nam phổ thông" (Đào Văn Tập): "giáp lá cà": (h. Sát lá cà) Nói quân hai bên xông vào nhau mà đâm chém nhau".

## Sách quân sự huấn luyện
- Get Tough (1942), tác giả William E. Fairbairn.
- Kill or Get Killed (1943), tác giả Rex Applegate.

## Các trận đánh sáp lá cà trong lịch sử
Một số trận:
- Trận Kulikovo
- Trận Kalinga
- Trận Panipar thứ 3
- Cuộc chinh phục Tenochtitlan
- Trận Salsu
- Trận Didgori
- Trận chiến núi Badger
- Trận Trường Bình
- Cuộc vây hãm Jerusalem
- Cuộc bao vây Baghdad